# Houari Djemili
Houari Djemili, né le 15 mai 1987 à Oran, est un footballeur algérien évoluant au poste de gardien de but.

## Biographie
Lors de la saison 2013-2014, il joue l'intégralité des matchs de championnat dans les cages du MC Alger, et remporte la coupe nationale.

## Palmarès
- MC Alger
  - Vainqueur de la Coupe d'Algérie en 2014
  - Vainqueur de la Supercoupe d'Algérie en 2014
  - Finaliste de la Coupe d'Algérie en 2013